# Lars Ekegren
Lars Erik Gunnar Ekegren, född 6 januari 1916 i Kungsholms församling i Stockholm, död 9 juli 2000 i Lidingö, var en svensk översättare och författare.

## Biografi
Ekegren var ursprungligen försäljningschef på Norstedts förlag och arbetade där under många år. När en översättare inte kunde fullfölja en översättning i tid, ryckte Ekegren ibland själv in och fullbordade översättningen, vilket på sikt ledde till en professionell bana som översättare. Lars Ekegren har bland annat översatt några av Alistair MacLeans böcker, men den mest kända boken han översatt är troligen Gudfadern av Mario Puzo. En annan storsäljande översättning är Sista bussen till Woodstock av Colin Dexter. Sammanlagt översatte han mer än åttio böcker.
Lars Ekegren skrev även några böcker själv, den mest kända av dessa är Prins Bertil berättar (1983) där prins Bertil berättar i kåserande stil om sitt liv. Lars Ekegren är gravsatt i minneslunden på Lidingö kyrkogård.